# Lucas Hamilton
Lucas Hamilton (Ararat, 12 februari 1996) is een Australisch wielrenner die sinds 2025 bij INEOS Grenadiers rijdt.

## Carrière
In 2016 won Hamilton, met vier punten meer dan Jhon Anderson Rodríguez, het bergklassement van de Ronde van de Toekomst.
In maart 2017 nam Hamilton als belofte deel aan het Oceanische kampioenschap op de weg, waar de eliterenners en de beloften aan dezelfde race deelnamen. Samen met ploeggenoten Jai Hindley en Michael Storer reed hij naar de finish, waarna Hamilton de zege kreeg toegeschoven. Zijn overwinning leverde hem genoeg punten op om de UCI Oceania Tour dat jaar op zijn naam te schrijven. Een maand later werd hij onder meer tweede in de Trofeo Edil C en derde in Luik-Bastenaken-Luik voor beloften. In juni won hij de individuele tijdrit tijdens de Ronde van Italië voor beloften, waardoor hij naar de tweede plek in het algemeen klassement steeg. In de overige twee etappes wist hij nog vijf seconden goed te maken op Pavel Sivakov, maar kon hij niet voorkomen dat de Rus er met de eindwinst vandoor ging. Een maand later won hij, zonder een etappe te winnen, de Ronde van de Elzas. In de Ronde van de Toekomst werd hij, met een achterstand van bijna anderhalve minuut op winnaar Egan Bernal, vierde in het eindklassement. Halverwege september werd bekend dat Hamilton in 2018 de overstap zou maken naar Orica-Scott.
In 2019 won hij het eindklassement van de Internationale Wielerweek. Samen met zijn ploeg Mitchelton-Scott had Hamilton de ploegentijdrit op zijn naam geschreven en daarmee de leiding in het algemeen klassement genomen. Deze stond hij in de rest van de week niet meer af. Zijn ploeggenoten Damien Howson en Nick Schultz eindigden respectievelijk als tweede en derde.

## Overwinningen
2014
 Oceanisch kampioen op de weg, Junioren
 Australisch kampioen op de weg, Junioren
2016
Bergklassement Ronde van de Toekomst
2017
 Oceanisch kampioen op de weg, Elite
5e etappe deel B Ronde van Italië, Beloften
Eindklassement Ronde van de Elzas
Bergklassement Ronde van de Elzas
Jongerenklassement Ronde van de Elzas
UCI Oceania Tour
2019
Eind- en jongerenklassement Internationale Wielerweek
1e (TTT) en 4e etappe Ronde van Tsjechië
2020
1e etappe (ploegentijdrit) Ronde van Tsjechië
4e etappe Tirreno-Adriatico

## Resultaten in voornaamste wedstrijden
| Jaar | Ronde van Italië | Ronde van Frankrijk | Ronde van Spanje |
| ---- | ---------------- | ------------------- | ---------------- |
| 2018 |                  |                     |                  |
| 2019 | 25e              |                     |                  |
| 2020 | opgave           |                     |                  |
| 2021 |                  | opgave              | 54e              |
| 2022 | 13e              |                     | 78e              |
| 2023 |                  |                     |                  |
| 2024 |                  |                     |                  |
| 2025 | 103e             |                     |                  |

| Jaar | Milaan-San Remo | Luik-Bast.‑Luik | Ronde van Lombardije | Waalse Pijl | Clásica San Sebastián |  | Wereldranglijsten |
| ---- | --------------- | --------------- | -------------------- | ----------- | --------------------- |  | ----------------- |
| 2018 |                 |                 |                      | opgave      |                       |  | 294e (UWT)        |
| 2019 |                 |                 |                      |             | 24e                   |  | 188e (UWR)        |
| 2020 |                 |                 | opgave               |             |                       |  |                   |
| 2021 |                 | 74e             |                      |             |                       |  |                   |
| 2022 |                 |                 |                      |             |                       |  |                   |
| 2023 |                 |                 | 122e                 |             |                       |  |                   |
| 2024 | 118e            |                 |                      |             |                       |  |                   |
| 2025 |                 |                 |                      |             |                       |  |                   |

## Ploegen
- 2017 –  Mitchelton Scott CT
- 2018 –  Mitchelton-Scott
- 2019 –  Mitchelton-Scott
- 2020 –  Mitchelton-Scott
- 2021 –  Team BikeExchange
- 2022 –  Team BikeExchange Jayco
- 2023 –  Team Jayco AlUla
- 2024 –  Team Jayco AlUla
- 2025 –  INEOS Grenadiers

Albasini · Bauer · Bewley · Chaves · Durbridge · Edmondson · Ewan · Haig · Hamilton · Hayman · Hepburn · Howson · Impey · Juul-Jensen · Kluge · Kreuziger · Meyer · Mezgec · Nieve · Power · Trentin  · Tuft · Verona · A. Yates · S. Yates
Affini · Albasini · Bauer · Bewley · Bookwalter · Chaves · Durbridge · Edmondson · Grmay · Haig · Hamilton · Hayman · Hepburn · Howson · Impey · Juul-Jensen · Meyer · Mezgec · Nieve · Schultz · Scotson · Smith · Stannard · Trentin  · A. Yates · S. Yates
Affini · Albasini · Bauer · Bewley · Bookwalter · Chaves · Durbridge · Edmondson · Grmay · Groves · Haig · Hamilton · Hepburn · Howson · Impey · Juul-Jensen · Konysjev · Meyer · Mezgec · Nieve · Peák · Schultz · Scotson · Smith · Stannard · A. Yates · S. Yates · Zejts
Bauer · Bewley · Bookwalter · Chaves · Colleoni · Durbridge · Edmondson · Grmay · Groves · Hamilton · Hepburn · Howson · Jansen · Juul-Jensen · Kangert · Konysjev · Matthews · Meyer · Mezgec · Nieve · Peák · Schultz · Scotson · Smith · Stannard · Yates · Zejts · Choon (stagiair) · O'Brien (stagiair)
Balmer · Bauer · Bewley · Colleoni · Craddock · Durbridge · Edmondson · Grmay · Groenewegen · Groves · Hamilton · Hepburn · Howson · Jansen · Juul-Jensen · Kangert · Konysjev  · Maas · Matthews · Meyer · Mezgec · O'Brien · Peña · Reinders (vanaf 23/8) · Schultz · Scotson · Smith · Sobrero · Stewart · Yates · Bogusławski (stagiair) · De Pretto (stagiair) · Foldager (stagiair)
Balmer · Berhe · Colleoni · Craddock · De Marchi · Dunbar · Durbridge · Engelhardt · Grmay · Groenewegen · Hamilton · Harper · Hepburn · Jansen · Juul-Jensen · Maas · Matthews · Mezgec · O'Brien · Peña · Porter · Pöstlberger · Quick · Reinders · Scotson · Sobrero · Stewart · Štybar · Yates · Zana · Jørgensen (stagiair) · McKenzie (stagiair)
Berhe · Craddock · De Marchi · De Pretto · Dunbar · Durbridge · Engelhardt · Ewan · Foldager · Groenewegen · Hamilton · Harper · Hepburn · Jansen · Juul-Jensen · Maas · Matthews · Mezgec · O'Brien · Peña · Plapp · Porter · Quick · Reinders · Schmid · Scotson · Stewart · Walscheid · Yates · Zana